# Йохан III (Спонхайм-Щаркенбург)
Йохан III фон Спонхайм Стари (на немски: Johann III von Sponheim, der Ältere, „der Edle“, „der Blinde“; * ок. 1315; † 20/30 декември 1398) е 67 години граф на Спонхайм (1331 – 1398).

## Биография
Той е най-възрастният син на граф Хайнрих II († 1323) и съпругата му Лорета фон Салм († 1346), дъщеря на граф Йохан I фон Салм.
Йохан III се жени през 1331 г. за Мехтхилд фон Пфалц, племенница на император Лудвиг Баварски.
Йохан III води война с Боемунд II фон Саарбрюкен, архиепископа на Трир (1354 – 1362). Построява църква, и през 1350 г. замък Гревенбург над Трарбах, който става новата му резиденция.
Йохан III фон Спонхайм умира на 20/30 декември 1398 г. и е погребан в манастир Химерод.

## Деца
Йохан III се жени през септември 1331 г. за Мехтхилд фон Пфалц при Рейн (1312 – 1375), дъщеря на Рудолф I фон Пфалц, пфалцграф при Рейн, и принцеса Матилда фон Насау. Съпругата му е внучка по майчина линия на крал Адолф от Насау и по бащина линия правнучка на римския крал Рудолф I Хабсбургски. Баща ѝ е брат на императора от 1314 г. Лудвиг Баварски. Двамата имат три деца:
- Йохан IV, граф фон Спонхайм (* пр. 1338, † 1413/1414), ∞ 1346 за Елизабет фон Спонхайм-Кройцнах († сл. 1394)
- Матилда/Мехтхилд (* ок. 1345, † 1 ноември 1410), ∞ 1356 за маркграф Рудолф VI фон Баден († 1372)
- Лорета (* ок. 1347, † сл. 1364), ∞ ок. 1364 за граф Хайнрих III фон Велденц († 1393)

Дъщерите му Мехтхилд и Лорета стават с измирането на двете Спонхайм-линии през 1437 г. постумни наследници на цялото Графство Спонхайм между Баден и Велденц.